# Damian McKenzie
Damian Sinclair McKenzie (Invercargill, 20 aprile 1995) è un rugbista a 15 neozelandese, estremo o mediano di apertura dei Chiefs in Super Rugby e della nazionale neozelandese dal 2016.

## Biografia
Nato a Invercargill, nell'Isola del Sud, McKenzie ha frequentato la scuola al Christ's College di Christchurch. Suo fratello maggiore Marty è anch'egli un rugbista con presenze nel Super Rugby, nei Māori All Blacks e nella nazionale di rugby a 7 della Nuova Zelanda.
A livello giovanile ha fatto parte delle rappresentative scolastiche neozelandesi nel 2012 e nel 2013 e poi ha fatto parte della nazionale under-20 della Nuova Zelanda durante il Campionato mondiale giovanile di rugby 2014 segnando 1 meta, 7 trasformazioni e 2 punizioni nelle sue 5 presenze giocando come estremo. Per la sua prestazione durante il torneo gli è stato attribuito il titolo di giovane giocatore dell'anno nell'ambito degli Steinlager Rugby Awards, manifestazione annuale che premia i migliori esponenti del rugby neozelandese.
Nell'agosto del 2014, a 19 anni, ha esordito con Waikato nel campionato delle province neozelandesi National Provincial Championship, segnando una meta e 7 punti al piede nel ruolo di mediano di apertura.
Dopo essere entrato nel programma di sviluppo dei Chiefs nel 2014, McKenzie è stato messo sotto contratto per tre anni dalla franchigia di Hamilton con la quale ha esordito nella prima giornata del Super Rugby 2015, il 14 febbraio 2015, contro i Blues. Utilizzato spesso come mediano di apertura, è stato spostato a estremo nella stagione successiva con il rientro da un lungo infortunio del titolare Aaron Cruden svolgendo di norma il ruolo di principale calciatore della squadra.
Nel luglio del 2015 McKenzie, affiliato al clan Ngāti Tūwharetoa, è stato convocato, insieme al fratello Marty, dai Māori All Blacks con i quali ha giocato due incontri.
Convocato inizialmente nel gruppo allargato degli All Blacks in occasione della tournée del Galles in Nuova Zelanda nel giugno 2016, McKenzie ha poi fatto il suo esordio durante il Rugby Championship 2016 nella seconda partita contro l'Argentina, subentrando nel secondo tempo..

## Palmarès
- Rugby Championship: 2
Nuova Zelanda: 2016, 2017